# Palazzo Marcello dei Leoni
Palazzo Marcello dei Leoni è un palazzo di Venezia, ubicato nel sestiere di San Polo ed affacciato sul lato destro del Canal Grande, tra il Rio di San Tomà e Palazzo Dolfin.

## Storia
Palazzo di proprietà dell'antica nobile famiglia dei Marcello, è conosciuta con l'appellativo "dei Leoni" per la presenza di due altorilievi in pietra incastonati ai lati della porta principale, probabilmente provenienti dalla Chiesa di San Tomà dopo che venne ricostruita verso la fine del XIV secolo. Vi abitò Pompeo Gherardo Molmenti, autore tra l'altro di vari libri di storia veneziana.

## Architettura
Il palazzo ha il pian terreno porticato che si apre sulla Fondamenta del Traghetto dove sono presenti molte paline di ormeggio per gondole. Sia nel primo che nel secondo piano nobile è presente una trifora posizionata sulla destra mentre a sinistra è collocata una coppia di monofore, tutte con archi a tutto sesto mentre il terzo piano ha quattro aperture senza pregio, probabilmente frutto di una ristrutturazione o sopraelevazione di più recente realizzazione.